# Saviaugu
Saviaugu is een plaats in de Estlandse gemeente Põhja-Sakala, gelegen in de provincie Viljandimaa. De plaats heeft de status van dorp (Estisch: küla).
Tot in oktober 2017 behoorde het dorp tot de gemeente Kõo. In die maand ging Kõo op in de fusiegemeente Põhja-Sakala.

## Bevolking
Het dorp had 17 inwoners op 31 december 2011 en 21 inwoners op 31 december 2021.

## Ligging
Op de grens van de dorpen Saviaugu en Arussaare komt het riviertje Arussaare uit op de rivier Navesti. Langs de noordgrens van het dorp loopt de Tugimaantee 38, de secundaire weg van Põltsamaa naar Võhma.